# Lac McGinnis
Le lac McGinnis est un lac méromictique de l'Ontario au Canada situé dans le parc provincial Petroglyphs, dans le comté de Peterborough.

## Galerie

panorama sur le lac McGinnis
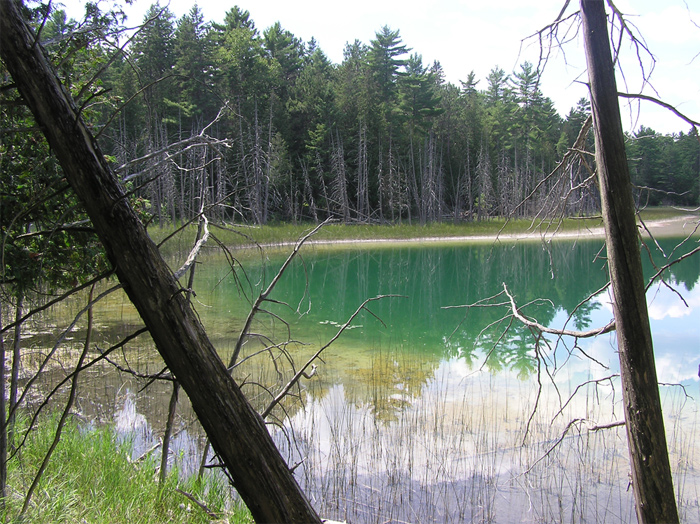
détail